# Walther Nehring
Walther Nehring, nemški general, * 15. avgust 1892, † 20. april 1983.